# Sefyu
Youssef Soukouna (født 20. april 1981 i Aulnay-sous-Bois, Frankrig) er en fransk rapper med senegalesiske rødder, der anvender kunstnernavnet Sefyu. Han er opvokset i Aulnay-sous-Bois, der er en nordøstlig forstad til Paris. Han drømte oprindeligt om at blive professionel fodboldspiller, men måtte opgive karrieren som følge af en skade. I stedet begyndte i starten af 2000'erne at kaste sig over musikken.

## Diskografi
- Molotov 4 (Mixtape, 2005)
- Qui suis-je? (2006)
- Suis-je le gardien de mon frère? (2008)